# روندي سامتر
روندي سامتر (بالهولندية: Rowendy Sumter)‏ (1 مارس 1988 بويلمستاد في كوراساو - ) هو لاعب كرة قدم هولندي في مركز حراسة المرمى. شارك مع منتخب كوراساو لكرة القدم. أما مع النوادي، فقد لعب مع SV Atlétiko Flamingo ‏ وCRKSV Jong Holland ‏.

## وصلات خارجية
- روندي سامتر على موقع الاتحاد الدولي (مؤرشف)  (الإنجليزية)
- روندي سامتر على موقع قاعدة بيانات كرة القدم.إي يو (الإنجليزية)
- روندي سامتر على موقع ناشيونال فوتبول تيمز (الإنجليزية)
- روندي سامتر على موقع Soccerway.com (الإنجليزية)